# Ménerbes
Ménerbes (occitanska: Menèrba) är en kommun i departementet Vaucluse i regionen Provence-Alpes-Côte d'Azur i sydöstra Frankrike. Kommunen ligger i kantonen Bonnieux som tillhör arrondissementet Apt. År 2022 hade Ménerbes 967 invånare.

## Befolkningsutveckling
Antalet invånare i kommunen Ménerbes
| Referens: INSEE |